# Filippo Luigi II di Hanau-Münzenberg
Filippo Luigi II di Hanau-Münzenberg (Hanau, 18 novembre 1576 – Hanau, 9 agosto 1612) fu conte di Hanau-Münzenberg.

## Biografia

### I primi anni
Filippo Luigi II era figlio del conte Filippo Luigi I di Hanau-Münzenberg e di sua moglie, Maddalena di Waldeck e nacque nel castello di Hanau il 18 novembre 1576.
Nominalmente egli succedette al padre il 4 febbraio 1580, ma sotto la reggenza di una commissioen di tutela data la sua minore età, composta dal conte Giovanni VI di Nassau-Dillenburg (1536-1606), dal conte Luigi I di Sayn-Wittgenstein (1568-1607) e dal conte Filippo IV di Hanau-Lichtenberg (1514-1590) che rimase in carica sino al 1608. Alla morte di Filippo IV gli succedette nella carica di reggente il figlio Filippo V di Hanau-Lichtenberg.
Nel 1581 sua madre, la contessa Maddalena, si risposò con Giovanni VII di Nassau-Dillenburg (1561-1623), conte di Siegen, figlio di uno dei suoi tutori. Questo fatto condizionò profondamente la crescita religiosa del piccolo Filippo Luigi II il quale fu influenzato fortemente dalla dottrina calvinista, contrastato fortemente dal co-tutore Filippo IV e più tardi da suo figlio Filippo V, ferventi luterani, anche se in ultima analisi queste diatribe non ebbero influenza. Filippo Luigi II e suo fratello minore Alberto, vissero pertanto alla corte di Nassau-Dillenburg, centro a quell'epoca di fervente attività riformata, molto vicina alle attività della corte del palatinato renano.
La sua tutela ebbe fine nel 1608 per interessamento dell'elettore Federico IV del Palatinato (1574–1610) che, a differenza del padre, si disinteressò al ruolo di tutore e preferì concedere il trono completamente a Filippo Luigi ormai maggiorenne.

### La formazione
Filippo Luigi II nel corso della sua giovinezza (assieme al fratello minore Alberto), frequentò la scuola superiore di Herborn frequentando dal 1588 il corso di chimica. Nel 1591 frequentò l'Università di Heidelberg. Entrambi questi luoghi erano i capisaldi per l'epoca dell'educazione protestante e in particolare presso l'Università di Heidelberg egli ricoprì anche la carica di Magnifico Rettore.
Tra il 1593 e il 1595 egli proseguì il proprio Grand tour attraverso l'Europa, toccando tappe come la Germania e i Paesi Bassi. Successivamente fu a Ratisbona e da lì visitò la Boemia, l'Austria e l'Ungheria sino al confine con l'Impero ottomano e la Polonia. L'ultimo viaggio che intraprese fu in Italia ove si recò a Roma, Napoli, Venezia, Bologna e Padova. In quest'ultima città fu studente universitario e vi trascorse un anno e mezzo.

### Il governo e la costruzione costruzione della "Nuova Hanau"

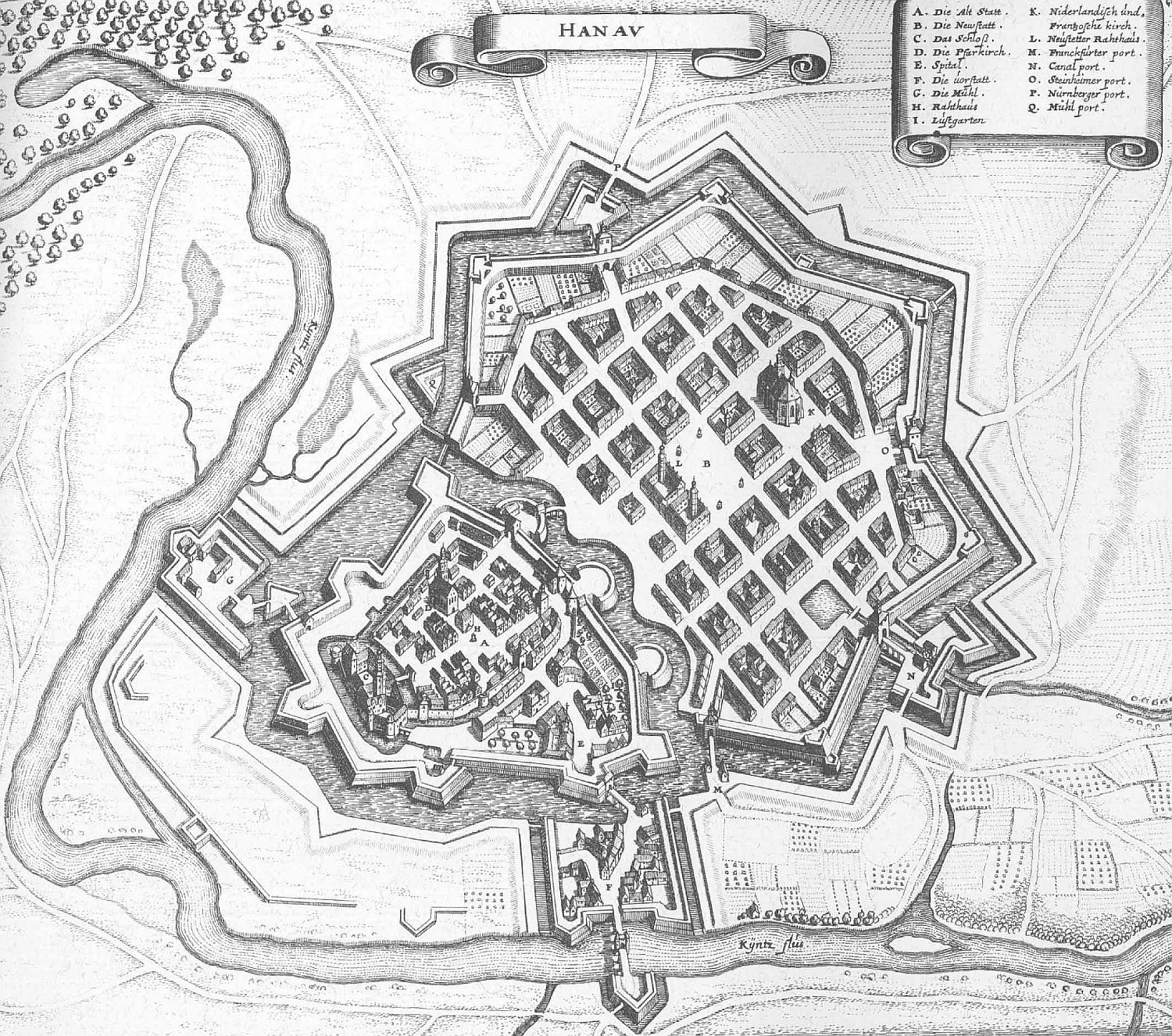
Mappa della "Vecchia Hanau" (a sinistra) e della "Nuova Hanau" (a destra)

Filippo Luigi II, ebbe i primi contatti con i calvinisti a partire dal 1597 e nello specifico egli si era rivolto ai rifugiati francesi e olandesi. Egli concesse a costoro di trasferirsi liberamente nei confini del proprio dominio con una serie di privilegi fiscali che contribuirono nel contempo all'autodeterminazione politica del comune di Hanau rispetto alla contea di cui pure era capitale. Molte furono le affluenze, in particolare dei rifugiati che si erano stabiliti a Francoforte sul Meno, che pur essendo una città luterana, non si era dimostrata particolarmente favorevole nei confronti dei calvinisti. Secondo il credo calvinista, la maggior parte di questi rifugiati era artigiano e Hanau venne investita anche da una nuova ondata di attività commerciali che la arricchirono soprattutto di beni di lusso.
La città si allargò progressivamente e ben presto divenne nota come "Vecchia Hanau" e "Nuova Hanau" che sono rimaste così suddivise (con tanto di sindaci e amministrazioni comunali differenziate) sino al 1821 per poi essere inglobate nell'unica città di Hanau, anche se ancora oggi è visibile la differenza nelle due parti della città, limitatamente allo stile delle case e dei monumenti. Nel 1620 sappiamo che le case presenti nella Nuova Hanau erano 370 e che dal 1611 vi venne eretta anche una chiesa che celebrava il rito anche in lingua francese e in vallone (lingua olandese).
Nel dicembre del 1603, inoltre, Filippo Luigi II accordò uno spazio in città anche per la comunità ebraica locale, posta tra la città vecchia e quella nuova, quartiere che ancora oggi è visibile.

### Il contratto di successione familiare
Un evento focale degli anni di governo di Filippo Luigi II fu il contratto di successione che egli stipulò con il cugino Giovanni Reinardo I di Hanau-Lichtenberg nel 1610, stabilendo che in caso di estinzione della sua linea, quella di Hanau-Lichtenberg gli sarebbe succeduta pur di mantenere i possedimenti in mano ai conti di Hanau ed evitare infiltrazioni di altri stati esterni.
Questo passaggio avvenne due generazioni dopo Filippo Luigi II.

### Attività culturale

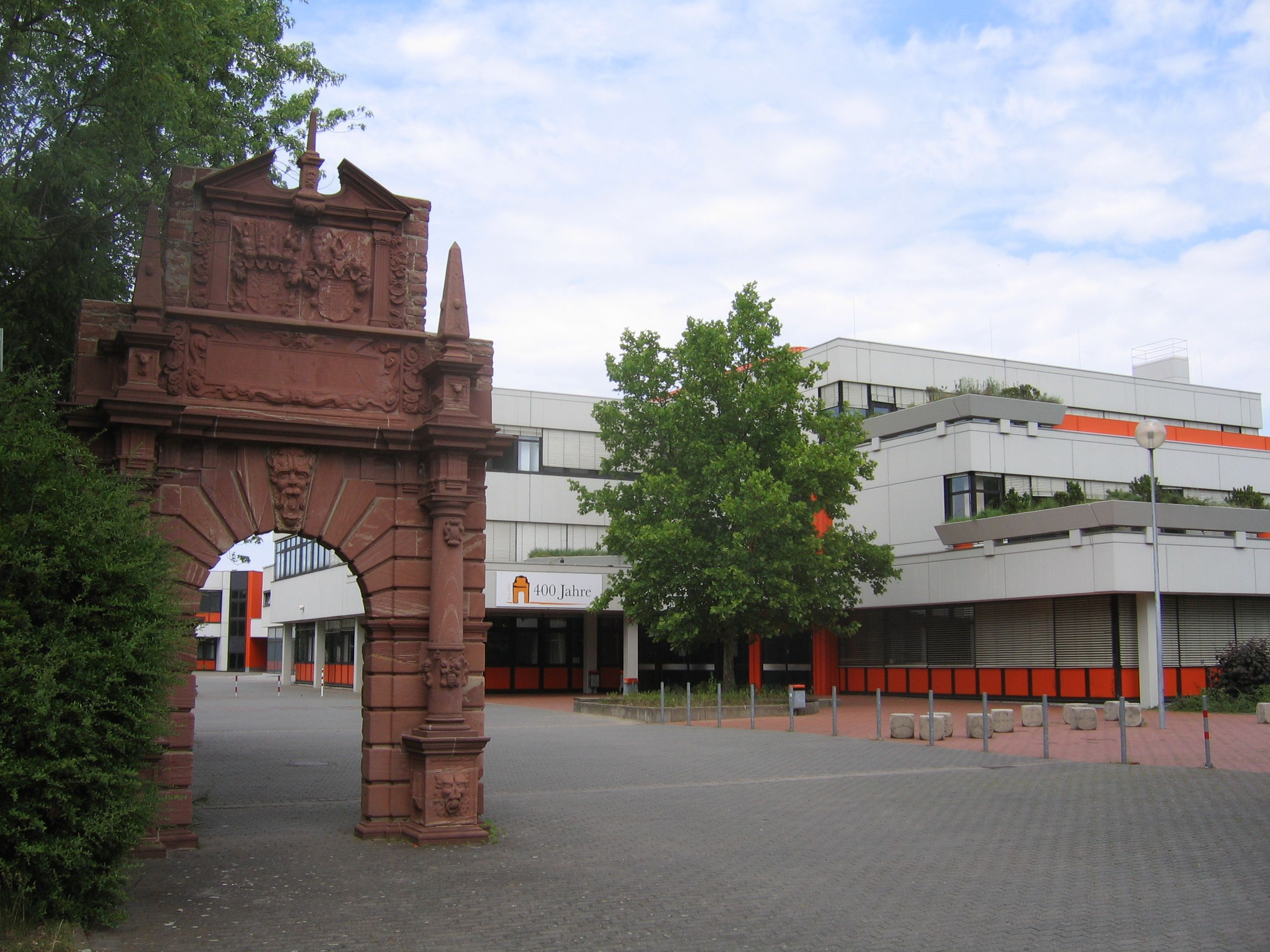
Il liceo di Hanau con in primo piano l'antica porta del Gymnasium illustre fondato da Filippo Luigi II

Filippo Luigi II, nel 1593, contattò Wilhelm Antonius di Francoforte perché impiantasse ad Hanau una stamperia con la quale vennero tra l'altro stampati in loco i primi libri religiosi per la locale comunità ebraica.
Nel 1607 egli diede ordine di fondare ad Hanau una scuola superiore col nome latino di Gymnasium illustre sull'esempio di quella presso la quale aveva studiato a Herborn. La struttura originaria, in tempi successivi, è stata demolita e ampliata in un grande polo scolastico e attualmente dell'originario edificio si conserva ancora il portale d'ingresso di stile barocco.

### La morte

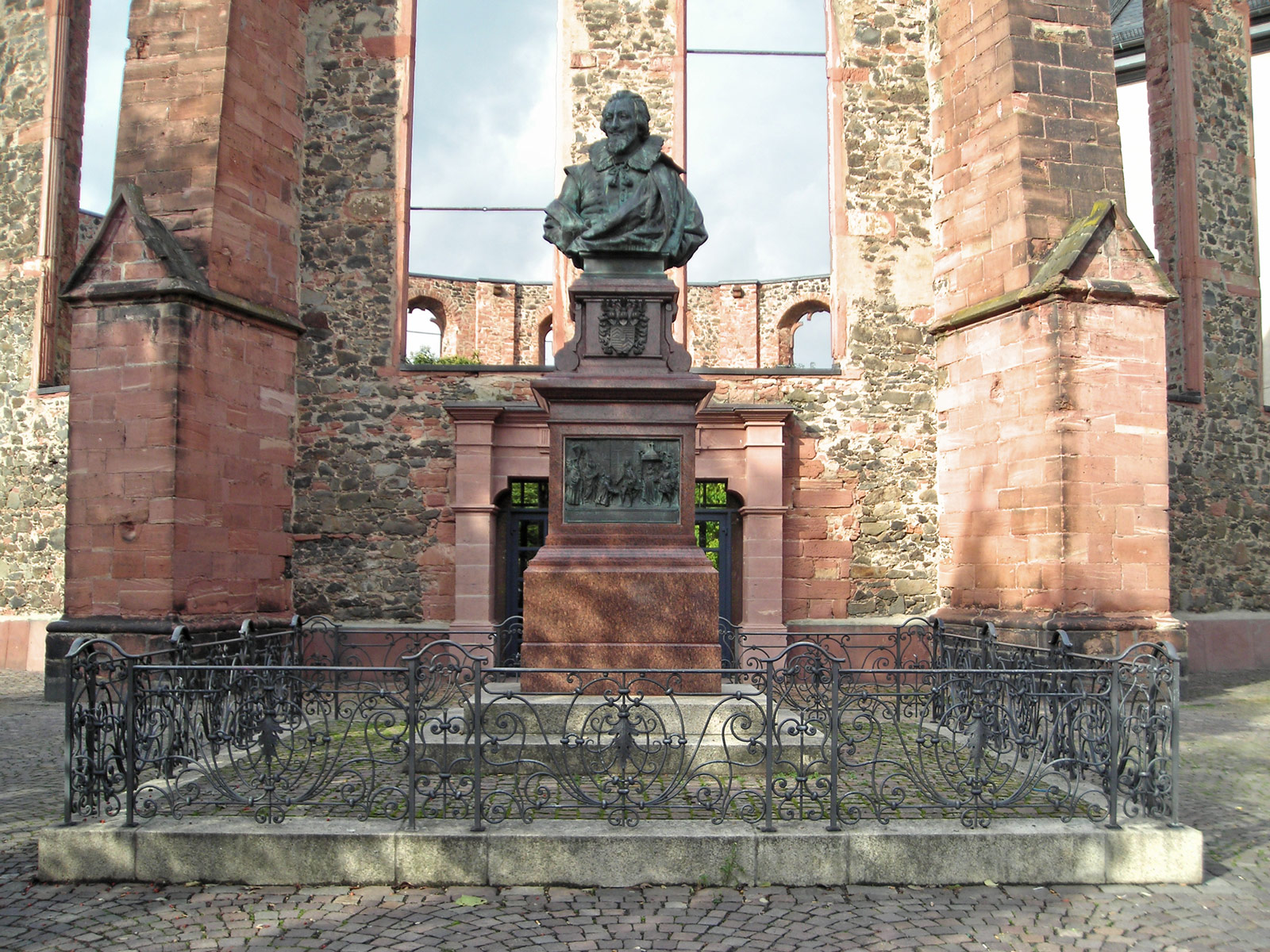
Il monumento a Filippo Luigi II realizzato nel 1897

Filippo Luigi morì il 9 agosto 1612 sempre per la stessa malattia ereditaria che aveva colpito la maggior parte dei suoi predecessori. Nel settembre successivo venne sepolto nella chiesa di Santa Maria di Hanau.
Per il grande impulso culturale, religioso e politico dato alla città di Hanau, nel 1897 gli venne eretto un monumento in città, sul lato sud della chiesa, nell'abside esterno.

## Matrimonio e figli

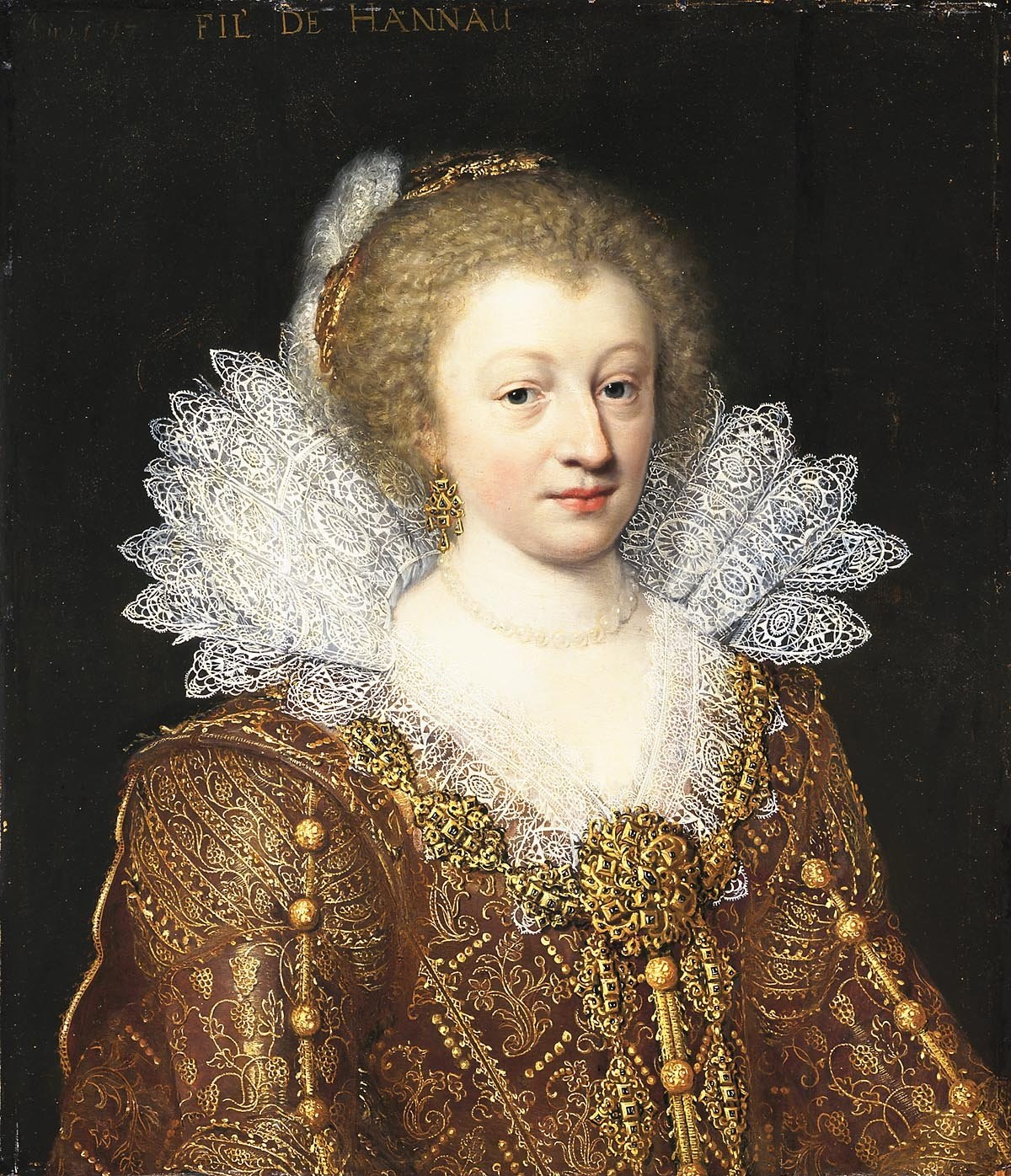
Caterina Belgica di Nassau in un ritratto del 1617 eseguito da Jan Antonisz van Ravesteyn

A Dillenburg, il 23 ottobre 1596, Filippo Luigi II sposò la contessa Caterina Belgica di Nassau, figlia di Guglielmo I di Orange-Nassau detto il Taciturno, uno dei maggiori personaggi della politica del suo tempo.
Le grandiose feste per il loro matrimonio proseguirono sino al 3 novembre 1596 e la coppia ebbe in seguito i seguenti figli:
- Carlotta Luisa (1597–1649 Kassel), morta nubile
- Una figlia (29 luglio-9 agosto 1598), morta non battezzata
- Filippo Ulrico (2 gennaio 1601-7 aprile 1604 Steinau)
- Amalia Elisabetta (1602–1651 Kassel), sposò il langravio Guglielmo V d'Assia-Kassel
- Caterina Giuliana (1604–1668 Hanau), sposò in prime nozze l'11 settembre 1631 il conte Alberto Otto II di Solms-Laubach-Rödelheim-Assenheim e in seconde nozze, il 31 marzo 1642 il conte Maurizio Cristiano di Wied-Runkel
- Filippo Maurizio (1605–1638), erede del titolo paterno, sepolto nella chiesa di Santa Maria di Hanau
- Guglielmo Reinardo (1607–1630 Aquisgrana), sepolto nella chiesa di Santa Maria di Hanau
- Enrico Luigi (1609–1632), morte nel corso dell'Assedio di Maastricht
- Federico Luigi (27 luglio 1610-4 ottobre 1628 Parigi), sepolto nella tomba di famiglia del duca di Bouillon a Sedan
- Giacomo Giovanni (1612–1636 Zabern), sepolto nella chiesa di San Nicola di Strasburgo

## Ascendenza
|                                             |                                         |                                           | Genitori                                 |  |  | Nonni |  |  | Bisnonni                              |  |  | Trisnonni                              |  |
|                                             |                                         |                                           |                                          |  |  |       |  |  | Filippo II, conte di Hanau-Münzenberg |  |  | Reinardo IV, conte di Hanau-Münzenberg |  |
|                                             |                                         |                                           |                                          |  |  |       |  |  | Filippo II, conte di Hanau-Münzenberg |  |  | Reinardo IV, conte di Hanau-Münzenberg |  |
|                                             |                                         | Caterina di Schwarzburg-Blankenburg       |                                          |  |  |       |  |  | Filippo II, conte di Hanau-Münzenberg |  |  |                                        |  |
| Filippo III, conte di Hanau-Münzenberg      |                                         |                                           |                                          |  |  |       |  |  | Filippo II, conte di Hanau-Münzenberg |  |  |                                        |  |
|                                             |                                         | Giuliana di Stolberg-Wernigerode          | Bodo VIII, conte di Stolberg-Wernigerode |  |  |       |  |  |                                       |  |  |                                        |  |
|                                             |                                         | Giuliana di Stolberg-Wernigerode          | Bodo VIII, conte di Stolberg-Wernigerode |  |  |       |  |  |                                       |  |  |                                        |  |
|                                             |                                         | Giuliana di Stolberg-Wernigerode          | Anna di Eppstein-Königstein              |  |  |       |  |  |                                       |  |  |                                        |  |
| Filippo Luigi I, conte di Hanau-Münzenberg  |                                         | Giuliana di Stolberg-Wernigerode          |                                          |  |  |       |  |  |                                       |  |  |                                        |  |
|                                             |                                         | Giovanni II, conte del Palatinato-Simmern | Giovanni I, conte del Palatinato-Simmern |  |  |       |  |  |                                       |  |  |                                        |  |
|                                             |                                         | Giovanni II, conte del Palatinato-Simmern | Giovanni I, conte del Palatinato-Simmern |  |  |       |  |  |                                       |  |  |                                        |  |
|                                             |                                         | Giovanni II, conte del Palatinato-Simmern | Giovanna di Nassau-Saarbrücken           |  |  |       |  |  |                                       |  |  |                                        |  |
| Elena del Palatinato-Simmern                |                                         | Giovanni II, conte del Palatinato-Simmern |                                          |  |  |       |  |  |                                       |  |  |                                        |  |
|                                             |                                         | Beatrice di Baden                         | Cristoforo I, margravio di Baden         |  |  |       |  |  |                                       |  |  |                                        |  |
|                                             |                                         | Beatrice di Baden                         | Cristoforo I, margravio di Baden         |  |  |       |  |  |                                       |  |  |                                        |  |
|                                             |                                         | Beatrice di Baden                         | Ottilia di Katzenelnbogen                |  |  |       |  |  |                                       |  |  |                                        |  |
| Filippo Luigi II, conte di Hanau-Münzenberg |                                         | Beatrice di Baden                         |                                          |  |  |       |  |  |                                       |  |  |                                        |  |
|                                             | Enrico VIII, conte di Waldeck-Wildungen | Filippo I, conte di Waldeck-Waldeck       |                                          |  |  |       |  |  |                                       |  |  |                                        |  |
|                                             | Enrico VIII, conte di Waldeck-Wildungen | Filippo I, conte di Waldeck-Waldeck       |                                          |  |  |       |  |  |                                       |  |  |                                        |  |
|                                             | Enrico VIII, conte di Waldeck-Wildungen | Giovanna di Nassau-Dillenburg             |                                          |  |  |       |  |  |                                       |  |  |                                        |  |
| Filippo IV, conte di Waldeck-Wildungen      | Enrico VIII, conte di Waldeck-Wildungen |                                           |                                          |  |  |       |  |  |                                       |  |  |                                        |  |
|                                             |                                         | Anastasia di Runkel                       | Guglielmo II, signore di Runkel          |  |  |       |  |  |                                       |  |  |                                        |  |
|                                             |                                         | Anastasia di Runkel                       | Guglielmo II, signore di Runkel          |  |  |       |  |  |                                       |  |  |                                        |  |
|                                             |                                         | Anastasia di Runkel                       | Ermengarda di Rollingen                  |  |  |       |  |  |                                       |  |  |                                        |  |
| Maddalena di Waldeck-Wildungen              |                                         | Anastasia di Runkel                       |                                          |  |  |       |  |  |                                       |  |  |                                        |  |
|                                             |                                         | Salentin VI, conte di Isenburg-Neumagen   | Gerlach II, conte di Isenburg-Grenzau    |  |  |       |  |  |                                       |  |  |                                        |  |
|                                             |                                         | Salentin VI, conte di Isenburg-Neumagen   | Gerlach II, conte di Isenburg-Grenzau    |  |  |       |  |  |                                       |  |  |                                        |  |
|                                             |                                         | Salentin VI, conte di Isenburg-Neumagen   | Ildegarda di Sirck                       |  |  |       |  |  |                                       |  |  |                                        |  |
| Giuditta di Isenburg-Neumagen               |                                         | Salentin VI, conte di Isenburg-Neumagen   |                                          |  |  |       |  |  |                                       |  |  |                                        |  |
|                                             |                                         | Elisabetta di Hunolstein                  | Enrico, signore di Hunolstein            |  |  |       |  |  |                                       |  |  |                                        |  |
|                                             |                                         | Elisabetta di Hunolstein                  | Enrico, signore di Hunolstein            |  |  |       |  |  |                                       |  |  |                                        |  |
|                                             |                                         | Elisabetta di Hunolstein                  | Elisabetta di Bolchen                    |  |  |       |  |  |                                       |  |  |                                        |  |
|                                             |                                         | Elisabetta di Hunolstein                  |                                          |  |  |       |  |  |                                       |  |  |                                        |  |